# 南北和議

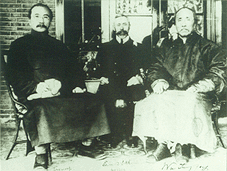
南北和議代表団。左から唐紹儀、イギリス商人リトル、伍廷芳

南北和議（なんぼくわぎ）とは、革命等により、一国内で政権が分裂している状態において、南の政府と北の政府が和議を行うこと、またその結果、和議が成立した状態をいう。いろいろなケースで使いうる言葉であるが、ここでは、中国の辛亥革命後の南北和議について述べる。

## 辛亥革命における「南北和議」
南北和議（なんぼくわぎ）とは、辛亥革命後、孫文を臨時大総統とする南京の中華民国臨時政府と、北京の清朝との間で行われた、調整・政権統一のための交渉およびその結果としての和議のこと。「南北議和」「南北講和」「南北妥協」「南北停戦」「孫袁提携」などと呼ばれることもある。南北和議は、南側による北伐（広西北伐軍、広東北伐軍、上海北伐軍、福建北伐軍など）と平行して行われたこともあり、その始点と終点は、必ずしも明確ではない。
清朝側の代表者は主として袁世凱とその部下の唐紹儀であったが、中華民国側の代表は、伍廷芳、汪兆銘、黄興、宋教仁らと、入り乱れ、袁世凱に対してある程度の妥協せねば立ち行かないという1点においては共通の認識があったが、必ずしも足並みが揃わず、また、財政的にも革命政権側に限界が生じていた。そのため、最終的には、革命側の中では、袁世凱の立場とも近接性のある、張謇らのいわゆる立憲派が主導権を握り、革命側にとっては、かなり妥協的な内容の和議となった。和議の主たる内容は、以下のとおりである。
1. 宣統帝が退位し、清朝を終焉させる
2. 臨時大総統の地位を孫文から袁世凱へ移譲する
3. 政府は南京におき（首都を南京にし）、変更できない
4. 新総統は南京で就任する（それが、孫文辞任の条件）
5. （臨時）約法を制定する
6. 新総統は約法（およびそれに基づく法律）に拘束される（約法遵守を誓約する）
7. 国会を開設する

和議の結果、「南北統一がなされた」、という言い方をすることもある。
しかも、袁世凱はこれらのうち、第3点、第4点、第6点については、きちんと遵守することはなかった。

## 関連年表
- 1911年10月10日 - 武昌蜂起（武昌起義・新軍蜂起）
- 10月11日 - 革命軍、武漢三鎮（武昌、漢口、漢陽）を占領→湖北軍政府成立（黎元洪が、都督に正式に就任したのは10月16日）
- 10月12日 - 孫文は、アメリカ・コロラド州デンバーにて、武昌蜂起を知る（新聞にて）
- 10月末 - すでに和平準備会の交渉が進行していたとも
- 10月末？11月初め？ - 清朝、憲法信条19か条発布
- 11月1日？7日？10日？ - 袁世凱を総理大臣に任命
- 11月4日 - 上海独立
- 11月7日 - 清朝の刺客により、呉禄貞、暗殺さる
- 11月15日 - 各省都督府代表聯合会（連合会）（上海）→11月30日には一部を残して武昌へ移転
- 11月15日 - 汪兆銘は、楊度とともに、国事共済会を結成し、南北和議を目指して唐紹儀に接触（←汪は、11月6日に、牢獄から釈放となって、北京にとどまっていた）
- 11月16日 - 袁世凱内閣成立
- 11月27日 - 漢口に続いて、馮国璋、漢陽を革命側から取り戻す
- 11月30日 - 漢口にて停戦（休戦）和議成立←11月29日 - 漢口英総領事の斡旋
- 12月初 - 汪、李石曽と京津同志会（天津）を結成し、和議に向けて動く
- 12月2日 - 革命軍、南京を占領→首都を南京とする
- 12月3日 - 中華民国臨時政府組織大綱公布（武昌）
- 12月3日 - 武昌の代表会は、革命派につくことを条件に、袁世凱を臨時大総統に推挙することを決定
- 12月4日 - 上海に残っていた代表者たちは、大元帥に黄興、副元帥に黎元洪を選出（上海）→2人とも辞退
- 12月7日 - 清朝は、袁世凱に南北交渉の全権を委任
- 12月中旬 - 臨時政府、南京へ移転
- 12月17日 - 唐紹儀、媾和使として上海着
- 12月18日 - 和平代表団（総代表（団長）は唐紹儀と伍廷芳）の第1回会合（上海）
  - 清朝側団員 - 楊士琦・厳修
  - 清朝側顧問 - 楊度・魏宸組・汪精衛
  - 革命側団員 - 汪精衛、李燮和ら7名
- 12月20日 - 段祺瑞と黄興の非公式和平交渉（南京）、五項目協定締結
- 12月20日 - 和平代表団の第2回会合（上海）
- 12月25日 - 孫文、上海に到着（21日には香港入り←15日にはシンガポール着←マルセイユ（11月24日発）←パリ着（11月21日）←ロンドン←ニューヨーク←10月5日シカゴ発）
- 12月28日 - 隆裕皇太后の勅令（国民会議召集を承認）
- 12月29日 - 各省代表会（議）（十七省代表）による大総統選挙、孫文選出（南京）
- 1912年1月1日 - 中華民国成立（南京。孫文が臨時大総統に就任）。南京臨時政府とも呼ぶことがある。
- 1月1日 - 和平代表団の第3回会合（上海）→加えて、以降2回の会合あり
- 1月2日 - 袁、和平代表団から唐紹儀を辞職させた
- 1月3日 - 中華民国で9人の総長が選任され、中央政府が成立。黎元洪、副総統に就任
- 1月8日 - 国民会議開催
- 1月16日 - 袁世凱暗殺未遂事件（革命派の張先培ら）
- 1月16日 - 袁世凱内閣から皇帝一族への上奏文提出（退位の請願）
- 1月17日 - 御前会議
- 1月22日 - 中国同盟会、大会開催（南京）
- 1月26日 - 袁、一統公爵の称号を受ける
- 1月26日 - 袁世凱、部下に、清朝に対する共和制を求める電報を打たせる（北洋軍人46名連署による譲位勧告？）
- 1月27日 - 良弼（立憲君主派）、爆殺さる（彭家珍による。袁世凱の差し金か？ - なお、撃たれたのは26日）
- 1月28日 - 南京にて臨時参議院（立法機関）成立（議長・林森）し、各省代表会に代わった（ただし、各省代評会は、1月17日まで）
- 1月30日 - 最後の御前会議で、共和国樹立の宣言（詔勅・勅令）の決定
- 1月31日 - 中華民国臨時約法起草
- 2月5日 - 袁世凱、部下に、清朝に対する共和制を求める電報を打たせる（2回目）
- 2月12日 - 宣統帝溥儀が退位・清朝滅亡
- 2月13日 - 孫文は、臨時参議院に辞職の申出、また、袁世凱を後継者に推薦（同時に三条件、上記第3点、第4点、第6点）
- 2月14日 - 臨時参議院は孫文の辞任を承認
- 2月15日 - 臨時参議院が袁世凱を臨時大総統に選出（満場一致）
- 2月18日 - 袁世凱を南京に迎えるため、孫文は、蔡元培、宋教仁、劉冠雄、王正廷、汪精衛を北京に派遣（「迎袁特使」）
- 2月29日 - 袁世凱の差し金で、北京で兵変（曹錕による、袁世凱南下要求に反対する反乱）、他に、保定、天津、通州、石家荘などでも同様に。→袁世凱、南下を拒否
- 3月3日 - 中国同盟会大会（南京）→革命結社から公開政党への転身
- 3月6日 - 南（参議院）北とも、袁世凱が南下しないことを受諾
- 3月10日 - 袁世凱、臨時大総統就任の宣言（北京）。副総統・黎元洪
- 3月11日 - 臨時約法を公布（発布）（「臨時大総統・孫文」の名で）
- 3月13日 - 臨時参議院、唐紹儀の国務総理任命を承認
- 3月23日 - 袁世凱は、唐紹儀を国務総理に任命
- 3月30日または29日 - 唐紹儀内閣成立
- 4月1日 - 孫文、正式に辞任
- 4月2日 - 臨時参議院は臨時政府の北京移転を決定
- 4月中 - 臨時政府、南京から北京に移転（北遷）
- 8月24日 - 孫文と黄興は北京入り。袁世凱や趙秉鈞を国民党に加盟させるべく、話し合いを持ったが、後者についてのみ成功した。
- 8月25日 - 国民党成立

和議の始点については、10月末、11月15日、11月29日、12月18日などの考え方があり、和議の終点については、1月30日、2月12日、3月10日、8月などの考え方がある。（それぞれの日付の意味については、年表を参照）